# Neocaridina
Neocaridina ist eine Gattung der Süßwassergarnelen (Atyidae). Die Arten der Gattung wurden wegen ihrer abweichenden äußeren Geschlechtsorgane von der Gattung Caridina abgetrennt. 

## Merkmale
Männliche Vertreter der Gattung tragen sich nach außen verbreiternde, birnenförmige Endopoden (paddelartige Äste der Schwimmbeine). Ein eventuell vorhandener Appendix interna (mit Häkchen versehener Anhang an der Innenseite der Endopoden) setzt an der Basis des Endopoden an. Im Gegensatz dazu sind bei Caridina-Arten die Endopoden in der Regel eher blattförmig und werden distal schmaler, der Appendix interna sitzt an deren äußeren Ende. Alle Neocaridina gehören zum sogenannten spezialisierten Fortpflanzungstyp, das heißt die Larvalentwicklung findet zum überwiegenden Teil innerhalb der relativ großen Eier statt. Die schlüpfenden Larven sind bereits mit Schreitbeinen ausgestattet, an eine bodenorientierte Lebensweise angepasst und können innerhalb einer bis weniger Häutungen das juvenile Stadium erreichen.

## Arten
Aktuell verzeichnet das World Register of Marine Species in der Gattung Neocaridina die folgende 28 Spezies (Stand: Dez. 2023):

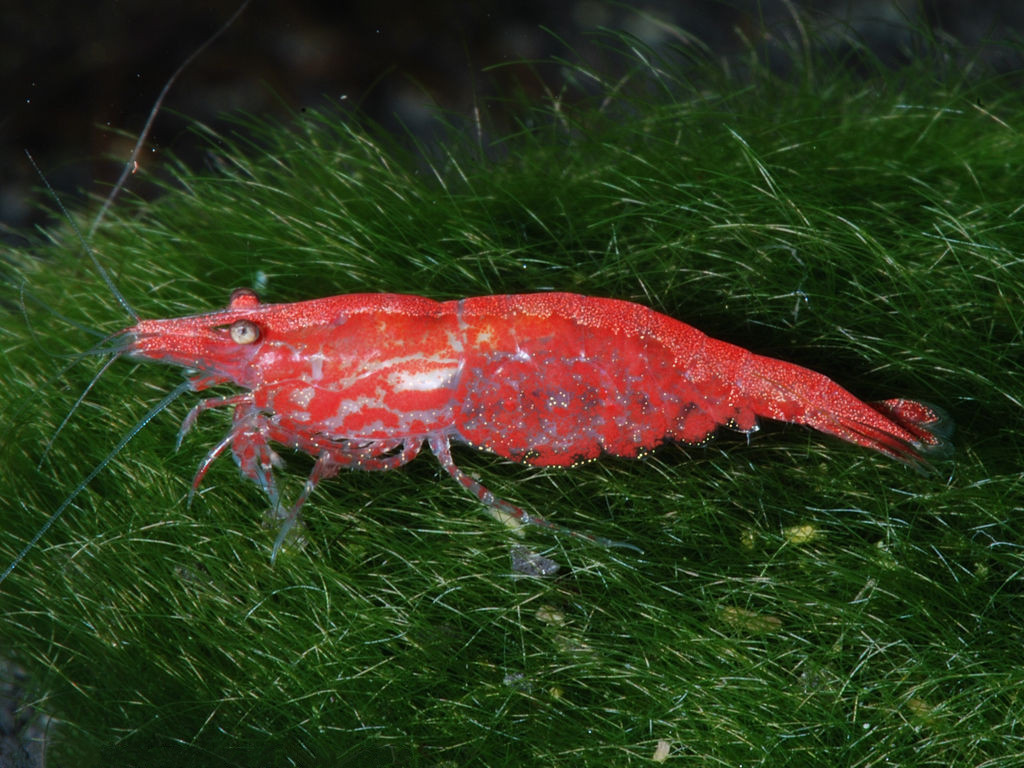
Rückenstrichgarnele
(In der roten Variante)

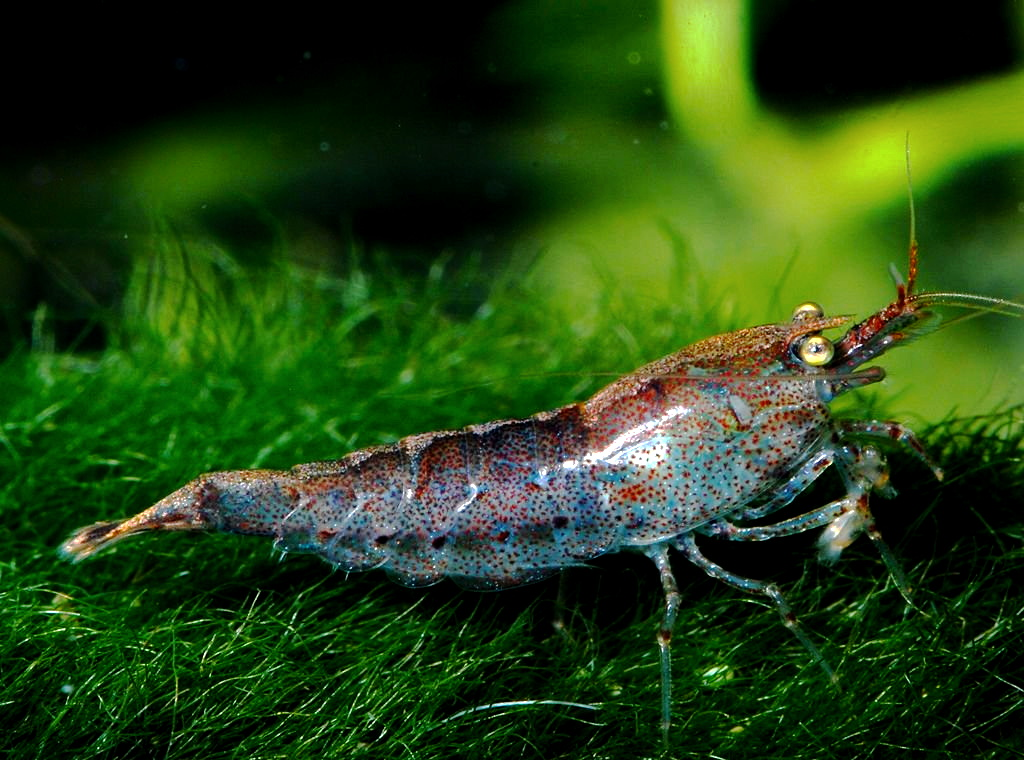
Neocaridina palmata

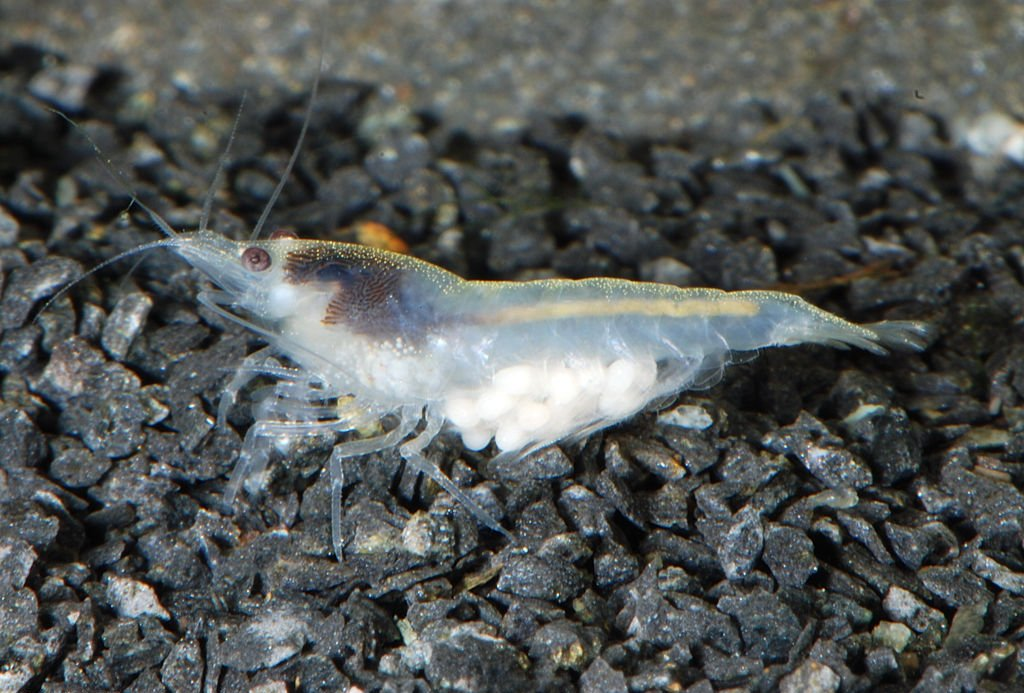
Weibliche Neocaridina zhoushanensis mit Eiern

- Neocaridina anhuiensis Liang, Zhu & Xiong, 1984
- Neocaridina bamana Liang, 2004
- Neocaridina brevidactyla Liang, Chen & W.-X. Li, 2005
- Neocaridina curvifrons (Liang, 1979)
- Rückenstrichgarnele Neocaridina davidi (Bouvier, 1904) (früher als N. heteropoda bezeichnet.[2])
- Neocaridina denticulata (De Haan, 1844)
- Neocaridina euspinosa Cai, 1996
- Neocaridina fonticulata Shih, Cai, & Chiu, 2019
- Neocaridina fukiensis (Liang & Yan, 1977)
- Neocaridina gracilipoda Liang, 2004
- Neocaridina hofendopoda (Shen, 1948)
- Neocaridina homospina Liang, 2002
- Neocaridina ikiensis  Shih, Cai, Niwa & Nakahara, 2017
- Neocaridina iriomotensis Naruse, Shokita & Cai, 2006
- Neocaridina ishigakiensis (Fujino & Shokita, 1975)
- Neocaridina ketagalan Shih & Cai, 2007
- Neocaridina keunbaei (Kim, 1976)
- Neocaridina koreana Kubo, 1938
- Neocaridina linfenensis (Cai, 1996)
- Neocaridina longipoda (Cai, 1995)
- Neocaridina luoyangensis Cai, 1996
- Neocaridina palmata (Shen, 1948)
- Neocaridina saccam Shih & Cai, 2007
- Neocaridina spinosa (Liang, 1964)
- Neocaridina xiapuensis Zheng, 2002
- Neocaridina yueluensis Chen, Chen & Guo, 2018
- Neocaridina zhangjiajiensis Cai, 1996
- Neocaridina zhoushanensis Cai, 1996

Einige Mitglieder dieser Gattung, wie beispielsweise die Rückenstrichgarnele (Neocaridina davidi) und die in verschiedenen Farbvarianten auftretende Neocaridina palmata haben als Heimtiere eine nennenswerte Bedeutung in der Aquaristik erlangt. Andere Arten werden in ihren Herkunftsgebieten gezüchtet und zu Futtermitteln für die Fischzucht verarbeitet.
Wie auch bei Caridina werden einige Arten dieser Gattung kommerziell gehandelt und gezüchtet, deren systematischer Status unklar ist. Dazu gehört zum Beispiel die unter dem Namen Weißperlengarnele verbreitete weiße Zuchtform einer graublauen Neocaridina-Art, die früher als Neocaridina zhangjiajiensis bezeichnet wurde, aber heute zu Neocaridina palmata gezählt wird.